# Megachile strupigera
Megachile strupigera är en biart som beskrevs av Cockerell 1922. Megachile strupigera ingår i släktet tapetserarbin, och familjen buksamlarbin. Inga underarter finns listade i Catalogue of Life.